# Semiotellus sasacolae
Semiotellus sasacolae är en stekelart som beskrevs av Kamijo 1977. Semiotellus sasacolae ingår i släktet Semiotellus och familjen puppglanssteklar. Inga underarter finns listade i Catalogue of Life.